# 崔庸健
崔 庸健（さい・ようけん、チェ・ヨンゴン、朝鮮語: 최용건、1900年6月21日 - 1976年9月19日）は、朝鮮半島の独立運動家で、 朝鮮民主主義人民共和国（北朝鮮）の政治家、軍人。初代の朝鮮人民軍最高司令官、初代民族保衛相。第2代最高人民会議常任委員会委員長として同国の国家元首を務めた後、1972年12月の新憲法制定後は国家主席の金日成に次ぐ初代国家副主席に任じられた。号は石泉。最終階級は朝鮮民主主義人民共和国次帥。

## 概説
大韓帝国時代の1900年、平安北道塩州郡の農家に生まれた。五山学校に入学するが中退。1919年に中国へ渡り、南開大学で学ぶ。1922年、雲南陸軍講武堂に転入。卒業後は国民革命軍に参加。1925年、崔秋海の名で黄埔軍官学校の訓練隊長となった。1926年3月、第5期区隊長。同年、中国共産党に入党し、北伐に参加。1927年、特務営第2連連長として広州起義に参加。
1928年に満洲に派遣され、崔石泉の名で活動。中国共産党員のまま朝鮮共産党に入党し、金志剛の名で火曜派満州総局軍事部長を務めた。1930年より饒河県で組織建設と武装闘争を展開、東北人民革命軍4軍4団参謀長となる。1936年、抗日パルチザンの東北抗日聯軍が組織されると4軍2師参謀長となり、次いで7軍参謀長、7軍代軍長、第二路軍参謀長として活動。抗日聯軍の活動が困難になるとソビエト連邦領に脱出。金日成らと合流する。1942年、第88独立旅団副参謀長（大尉）。
1945年、金日成らはプガチョフ号に乗船して9月に朝鮮に帰国したが、崔は周保中との協議で残ったため、帰国は10月になった。1946年2月、北朝鮮臨時人民委員会が設立されると、その軍事部門の指導者となり、同年10月9日に保安局長に就任した。1946年2月に朝鮮民主党の党副委員長を経て党委員長になり、労働党の衛星政党に改編した。同年末には保安局長を退き、保安幹部訓練大隊司令官として軍隊建設に専念し、1948年2月8日に朝鮮人民軍が創設されると初代最高司令官に就任した。同年9月8日に初代民族保衛相（国防部長）になる。
朝鮮戦争開戦後の1950年6月26日、金日成を委員長とする軍事委員会が新設され、同委員に任命。さらに、金が朝鮮人民軍最高司令官、崔が副司令官として戦争を指導した。同年、副首相になる。1952年7月、中朝連合指揮部副司令員。1953年2月7日、最高人民会議常任委員会政令により、「朝鮮人民軍の強化と朝鮮戦争における功績」を認められ、朝鮮民主主義人民共和国次帥の称号を授与された
1955年4月の朝鮮労働党第2期中央委員会第10回総会において、金の推薦により朝鮮労働党の党中央委員および政治委員会委員に抜擢され、朝鮮民主党委員長を辞任した。さらに、同年12月の第11回総会において、金日成による強行人事により朝鮮労働党の党中央委員会副委員長に就任した。

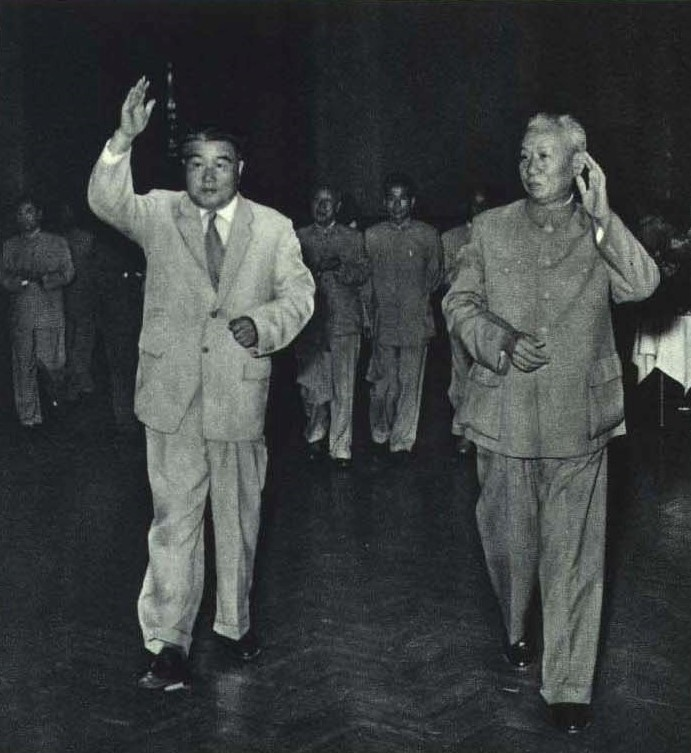
1963年6月に中華人民共和国を訪問し劉少奇主席と会談する崔庸健

1956年4月の朝鮮労働党第3回党大会において党副委員長、党常務委員会委員に再選出され、党内序列第5位となる。1957年9月20日、最高人民会議常任委員長に就任し、国家元首の職責を担う。ただし、北朝鮮の政治構造において、朝鮮労働党が国家機構を指導し、首相が政府を統括するため、朝鮮労働党中央委員会委員長兼首相の金が同国の最高指導者であり、崔は儀礼的な国家元首としての職責を果たすのみであった。1972年12月27日に朝鮮民主主義人民共和国社会主義憲法が公布され、国家元首として国家主席が新設された。翌日、金が国家主席に就任し、崔は国家副主席に任命された。
1976年9月19日、病没。

## 人物
- 兪成哲は「崔庸健は見かけが立派だったが、見かけだけでね。堂々たる体格だったし、顔つきもよかった。しかし頭脳は明敏とは言えなかったと思う。むしろ鈍重なところがあった。その上、演説下手で、言葉遣いが駄目だった。きちんと話せなくて、意味不明な話し方をし、彼が朝鮮語でしゃべっていると、朝鮮人隊員の中には書記同志は中国語でしゃべっているのかと聞く隊員がいるほどで、中国人隊員は彼が中国語で話していると、やはり書記同志は朝鮮語で話しているのかと聞くほどわかりにくい話し方だった。それに見かけによらず小心なところがあって、領袖の器だと思わない」と述べている[4]。
- 妻は中国人だったが、朝鮮語が上手で夫の崔庸健よりも上手だと評判だったという[18]。
- 呂政によると、幹部問題についての観点は金日成と違ったという[19]。金日成が幹部達を将棋の卒（朝鮮将棋で歩にあたる駒）のように惜しまず使い、何かあると処罰したり、移動させたりするというやり方に同意しなかった[19]。中央委員会第3期全員大会で金日成が武亭と金一をひどく批判し、降格処分を適用しようとしたとき、崔庸健は同意しなかった[19]。1956年8月の全員会議で尹公欽を難詰したが、金日成が大粛清を断行した時、反対意見を表明した[19]。1958年5月の第1次朝鮮人民軍党代表大会で「思想闘争だからといって水鬼神のように食い下がったり、水底に引っ張りこもうとしないほうがいい」と語り、同じ月の社会安全省党会議でも「人を追い詰めたり、叩いたりするな。叩かれて出てくる言葉は信じることのできないものだ」と強調した[20]。金日成はそんな崔を恨みに思っていたが、軍人や民衆の間で大きな威信を持っており、仲間の抗日連軍出身者も自分より崔庸健を持ち上げていることを知っていたため、どうすることもできなかったという[21]。
- 再従弟に延安派の軍人である崔赫がいた[22]。反党宗派分子として逮捕され20年の徒刑を受けた[23]。
- アメリカ極東軍情報部の資料によれば、必要に応じて無慈悲な態度がとれる、タフで岩のように固い性格だという[24]。しかし本来は親切で思いやりがあり、いつも部下の福利について心配している[24]。彼は軍隊で最も尊敬される人物で、一部から金日成ではなく彼が真の指導者だと見られている[24]。彼は最高の戦略家、指揮官、管理者として評価されている[24]。
- 韓東育（東北師範大学副学長）は、崔庸健に関する以下のエピソードを紹介している[25]。1962年末か1963年春頃、朝鮮最高人民会議常任委員会の崔庸健委員長は、周恩来総理にたびたび中国東北地方の考古調査や発掘を進行させるよう要求した。崔の主張の大意は、以下のようである。国際上の帝国主義修正主義や反動派は我国を封鎖して孤立させ、我々を小民族、小国家、自己の歴史や文化を持たず、国際的な地位を有しないと中傷した。我々は中国東北地方の考古学を進行させ、自己の歴史を明確にし、古朝鮮の発祥地を探すことを要求する。周総理は一面では同意を示し、他面では婉曲的に古朝鮮が我国の東北地方に起源を持つという観点に対して反対した。周総理が言うには、「我々は、古朝鮮の起源が我国の東北地方とは決まっておらず、我国の福建省を起源とする可能性がある。朝鮮の同志は、水稲を植え、米を食し、またみんな下駄を履いており、飲食や生活習慣が福建と同じである。また、朝鮮語の一、二、三、四、五、六、七、八、九、十の発音と我国福建の一、二、三、四、五、六、七、八、九、十の発音は同じであり、福建の古代住民が朝鮮半島に渡来した可能性がある」というものであった。

## 家族
- 父：チェ・ニハク（최니학、？ - 1943年）
- 母：？
  - 前妻：名前不明、離婚
  - 後妻：王玉環（？ - 2007年1月17日、中国人[26]）
    - 子：チェ・ウンジュ（최운주）、朝鮮社会民主党の党首

  - 弟：チェ・ヒョンゴン（최형건）、朝鮮労働党の初級党秘書と企業所秘書